# غوران توميتش
غوران توميتش (بالكرواتية: Goran Tomić)‏ هو لاعب كرة قدم ومدرب كرة قدم كرواتي في مركز الهجوم، ولد في 18 مارس 1977 في شيبينيك في كرواتيا. شارك مع منتخب كرواتيا تحت 21 سنة لكرة القدم. أما مع النوادي، فقد لعب مع أيك أثينا وريد بول سالزبورغ وليرس ونادي ريجينا ونادي هينان جيانيي.

## وصلات خارجية
- غوران توميتش على موقع اتحاد كرواتيا (الكرواتية)
- غوران توميتش على موقع قاعدة بيانات كرة القدم.إي يو (الإنجليزية)
- غوران توميتش على موقع Soccerway.com (الإنجليزية)
- غوران توميتش على موقع عالم كرة القدم.نت (الإنجليزية)